# Elisa Raus
Elisa Raus (Demmin, ca. 1990) é uma porta-voz da imprensa alemã e sommelier de cerveja alemã. Tornou-se a primeira mulher a vencer o Campeonato Mundial de Sommelier de Cerveja em 2019 em Rimini.

## Formação profissional
Elisa Raus é graduada em estudos de mídia em Potsdam. É desde 2013 porta-voz da Störtebeker Braumanufaktur e desde 2016 sommelier de cerveja.

## Campeonato Mundial
Elisa Raus classificou-se em terceiro no Deutsche Meisterschaft der Biersommeliers 2018 para o próximo Campeonato Mundial. Neste campeonato em 2019 em Rimini Elisa Raus enfrentou 80 competidores principalmente do sexo masculino de 19 países.  Nas finais ela optou pela Westmalle Trappistenbier; a decisão do júri foi unânime. O júri elogiou a perícia de Raus, bem como sua apresentação emocionante.
No final das contas, Elisa Raus nos convenceu com seu jeito charmoso de retratar a cerveja trapista. Por um lado, ela sabia como ser factualmente perfeita, mas também como construir um arco de tensão em sua apresentação que convenceu a todos.— Julgamento do júri